# Patio San Basilio, 44
El patio San Basilio, 44, ubicado en el barrio de San Basilio de la ciudad de Córdoba, España es uno de los patios cordobeses más representativos.  Alberga la sede de la Asociación Amigos de los Patios Cordobeses y ha recibido varios galardones en la categoría de Arquitectura Antigua durante el Festival de los Patios Cordobeses.

## Historia
Antiguamente denominada como San Basilio, 50, la casa data de entre los siglos XV y XVI. En ella llegaron a residir hasta una docena de familias que compartían el baño, cocina, lavadero, pozo y otros habitáculos.
A partir de los años 1960, las familias comenzaron a buscar nuevas residencias en busca de espacios más privados. En 1974, la Asociación Amigos de los Patios, creada ese mismo año para evitar la desparición de los típicos patios cordobeses adquirió el edificio para rehabilitarlo. La asociación abandonó un plan para construir un hotel en el edificio y decidió crear un mercado artesanal en la planta baja, uso que continúa actualmente. También alquiran estancias en el inmueble la Cofradía del Salmorejo y la Asociación de Casetas Tradicionales de la Feria de Córdoba.
El patio participó en numerosas ocasiones en el concurso organizado por el Festival de los Patios Cordobeses y llegó a obtener el primer premio en 1956 y 1963 y el premio de honor varias veces durante los años sesenta. Tras su venta cesó su participación hasta 2014, debido a que a las bases del concurso solo aceptaban patios habitados por familias locales. En 2014, se permitió la participación a patios de asociaciones abiertos durante todo el año, y el patio alcanzó el premio de honor en 2015.

## Estructura
La puerta conserva su forma original de época islámica, provista de cerradura y aldabón y un zaguán que comunica el exterior con el patio.
El patio se estructura en tres lados porticados, con pilares de piedra encalados y terrazas en la parte superior, igualmente cubiertas. La escalera central es un elemento característico de este patio, con sus paredes encaladas y barandilla de madera. El pavimento de enchinado cordobés continúa siendo el original, así como el pozo medieval utilizado para extraer agua con uso doméstico.